# 帝国臓器製薬
帝国臓器製薬株式会社（ていこくぞうきせいやく、英文:TEIKOKU HORMONE MFG. CO., LTD.）は、かつて存在した日本の製薬会社。事業内容は医療用医薬品・一般用医薬品・動物用医薬品の研究開発・製造・販売であった。

## 沿革
- 1920年（大正9年）6月16日 - 神奈川県横浜市南吉田町にて、創業者・山口八十八が帝国社臓器薬研究所を創業。
- 1922年（大正11年）7月 - 「チラーヂン」を発売。
- 1929年（昭和4年）6月28日 - 法人化し、社名を株式会社帝国社臓器薬研究所に変更。
- 1936年（昭和11年）1月 - 高津工場（現・川崎事業所）を神奈川県橘樹郡（現・川崎市）に開設。
- 1945年（昭和20年）10月 - 帝国臓器製薬株式会社に社名変更。
- 1946年（昭和21年）10月 - 本社を東京都港区芝南佐久間町（現在の西新橋）に移転。
- 1953年（昭和28年） - 「パロチン」を発売。
- 1955年（昭和30年）9月 - 東京証券取引所に上場。
- 1957年（昭和32年）6月 - 動物用医薬品事業の製造販売開始。
- 1962年（昭和37年）11月 - 本社を東京都港区西新橋から東京都港区赤坂に移転。
- 1980年（昭和55年）4月 - 福島県いわき市にいわき工場を新設。
- 1981年（昭和56年）9月 - 「プロスタール錠25」を発売。
- 1986年（昭和61年）10月 - 「アルタットカプセル75」を発売。
- 1991年（平成3年）5月 - 子会社「株式会社メディカル・システム・サービス神奈川」（現・あすか製薬メディカル）を設立。
- 1997年（平成9年）4月 - ドイツ・フランクフルトに国際駐在員事務所を開設。
- 1999年（平成11年）9月 - 「アンジュ28」を発売。
- 2001年（平成13年）9月 - 本社を現在地に移転。
- 2005年（平成17年）
  - 3月 - 「リピディルカプセル」を発売。
  - 10月1日 - グレラン製薬株式会社と合併し、現在の「あすか製薬株式会社」となる。

## 取り扱ってきた主な医薬品

### 医療用医薬品
- オバホルモン
- エナルモン
- パロチン
- プロスタール（前立腺肥大症治療薬）
- アルタット（H2ブロッカー胃腸薬） - 現在は興和が一般用医薬品として販売
- アンジュ28（経口避妊薬）
- ソフィア－A
- ソフィア－C etc…

### 一般用医薬品
- パロチモン